# Дейвід Брін
Глен Дейвід Брін (англ. Glen David Brin, нар. 6 жовтня 1950 р., Глендейл, округ Лос-Анджелес, Каліфорнія, США) — американський письменник-фантаст, та вчений-астрофізик, що прославився прозою у жанрі жорсткої наукової фантастики. Зокрема, романами із циклу про так званий Всесвіт Піднесення (англ. Uplift Universe).
Лауреат 1984 року премії Г'юго за найкращий роман («Зоряний приплив», англ. Startide Rising), 1988 («Війна за піднесення», англ. The Uplift War) та п'ятиразовий номінант. Лауреат 1983 року премії Неб'юла за найкращий роман («Зоряний приплив», англ. Startide Rising) та дворазовий номінант.
За романом Бріна «Листоноша» (англ. The Postman) знято у 1997 році однойменний фільм, режисер Кевін Костнер